# 久保猛夫

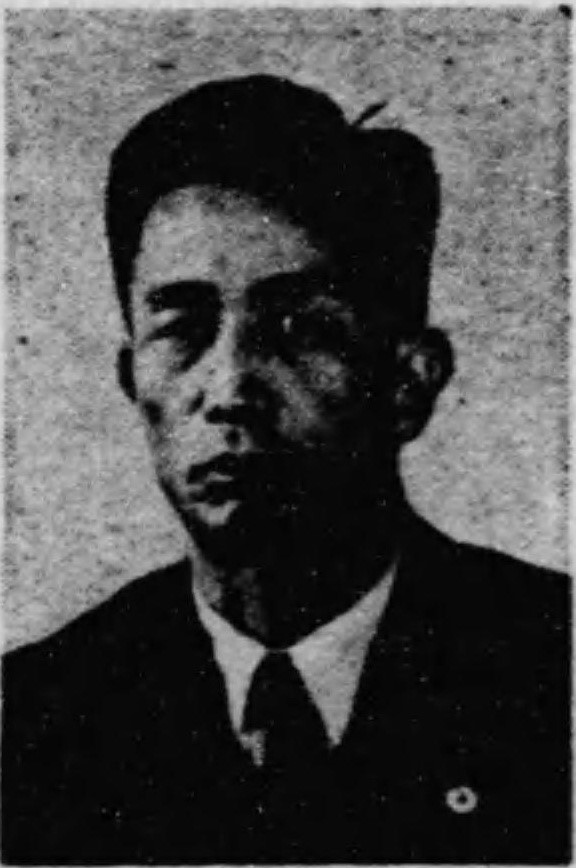
久保猛夫

久保 猛夫（くぼ たけお、1900年（明治33年）2月1日 - 1993年（平成5年）10月28日）は、昭和期の教育者、政治家。衆議院議員。

## 経歴
長崎県出身。1919年（大正8年）長崎県師範学校を卒業した。
長崎市勝山小学校訓導、北大浦小学校長、長崎県視学、長崎市渕国民学校長、地方事務官などを歴任した。その他、長崎県教育会員・評議員・幹事、長崎市教育会員・評議員・幹事、大日本教育会長崎県支部参与などを務めた。1945年（昭和20年）8月、長崎市への原子爆弾投下により被爆した。
1946年（昭和21年）4月の第22回衆議院議員総選挙で長崎県全県区に無所属で出馬して初当選。1947年（昭和22年）犬養健らと民主党の結党に参画。同年4月の第23回総選挙で長崎県第1区に民主党公認で出馬して再選され、衆議院議員に連続2期在任した。この間、民主党政調会文教委員長などを務め、教育基本法の制定に尽力した。その後、第24回総選挙に立候補したが次点で落選した。

## 著作
- 『この事実をみよ : 核の冬を生きのこるために』田中書店、1987年。